# Бірунійський район
Бірунійський район (до 1957 року — Шаббазький, у 1957—1963 роках — Бірунинський; кар. Byeruniy rayoniʻ; узб. Беруний тумани, Beruniy tumani) — район в Узбекистані, Республіка Каракалпакстан. Розташований на південному сході республіки. Центр — місто Біруні.
Межує на заході з Амудар'їнським, Караузяцьким, на півночі з Тахтакупирським, на сході та півдні з Елліккалинським районами, на південному заході і півдні з Хорезмською областю.
Утворений у 1930 році як Шаббазький район. 18 грудня 1957 року перейменований на Бірунинський. У 1963 році скасований. 31 грудня 1964 року відновлений під назвою Бірунійський.
Через район протікає річка Амудар'я. На території району знаходиться озеро Аязколь.
Через район проходять автошлях Нукус—Турткуль—Бухара, залізниця Нукус—Міскін.
Населення району 109 698 мешканців (перепис 1989), у тому числі міське — 37 778 осіб, сільське — 71 920 осіб.
Станом на 1 січня 2011 року до складу району входили 1 місто (Біруні), 1 міське селище (Буліш) і 13 сільських сходів громадян.
Сільські сходи громадян:
- Абай
- Азад
- Алтинсай
- Бійбазар
- Біруні
- Дустлік
- Кизилкала
- Матонат
- Навої
- Саркоп
- Тінчлік
- Шабаз
- Шимам